# Klondike (film)
 For alternative betydninger, se Klondike (flertydig). (Se også artikler, som begynder med Klondike)
Klondike er en dansk kortfilm fra 1994, der er instrueret af Anders Rønnow Klarlund efter manuskript af ham selv og Thomas Mai.

## Handling
Engang i fremtiden opleves Klondike - et TV show og samfundet omkring gennem to TV-reparatørers øjne. Værterne i showet er helte, politikere og præsidenter. Befolkningen er forført af 'Klondike - Dit livs chance'. TV-reparatørene ser verden fra en anden vinkel. Og hvad sker der når TV går i sort midt i 'Dit livs chance'?